# Sebastián de Aparicio
Sebastián de Aparicio Prado (A Gudiña, Ourense, 20 de gener de 1502 — Puebla, Mèxic, 25 de febrer de 1600) fou un frare franciscà gallec, missioner a Mèxic. És venerat com a beat per l'Església catòlica.

## Biografia
Sebastián de Aparicio va néixer en 1502 a A Gudiña, en una família pobre però pietosa. Era pastor i dedicava molt de temps a la pregària i la visita a capelles i esglésies. Als quinze anys fou contractat com a servent per una dama rica de Salamanca, però l'ambient frívol de la ciutat va fer que hi renunciés. De nou al camp, va treballar vuit anys amb dos camperols, ajudant els seus pares i pagant la dot de les seves dues germanes.

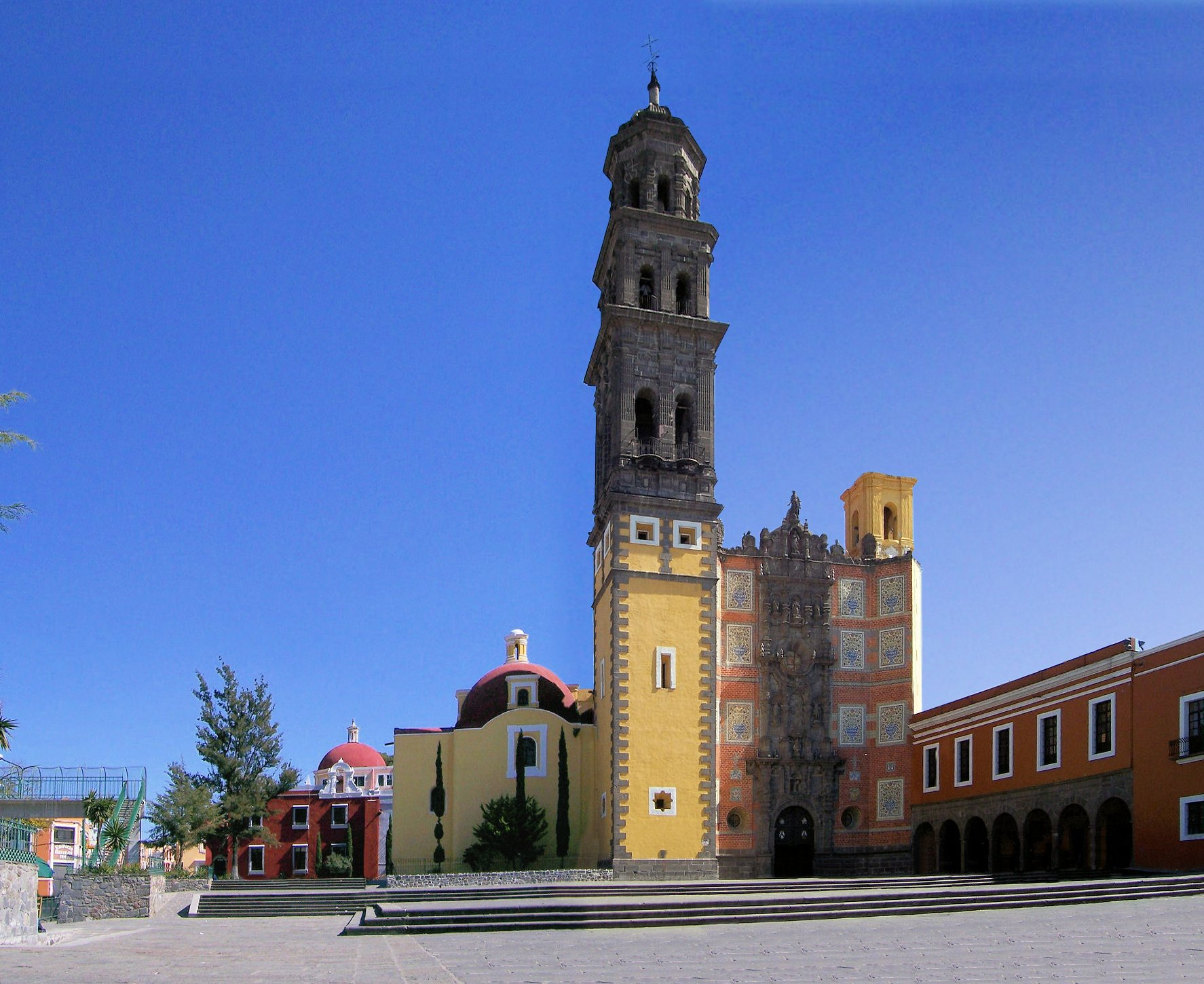
San Francisco de Puebla.

Als 31 anys, morts els seus pares, va marxar cap a Amèrica. A Puebla (Mèxic) va treballar al camp i va portar mercaderies a Veracruz, Zacatecas i Ciutat de Mèxic. Per això, va obrir camins a través de boscos i muntanyes i va introduir les carretes al país: per això és conegut com a "primer charro". Amb els guanys que obtenia del transport ajudava els necessitats: feia almoina, alliberava presos i prestava diners sense interessos, la qual cosa el feu respectat pels indígenes.
A més, feia vida austera, de pregària i devoció. En 1552 va deixar la seva empresa i es va instal·lar en una granja prop de la Ciutat de Mèxic i s'hi dedicà a l'agricultura i la ramaderia. Es va casar, però d'acord amb la seva muller, va portar una vida casta. Un any després va quedar vidu i es tornà a casar, també amb vot de castedat.
Novament vidu, el 2 de juny de 1573, als 71 anys, va ingressar a l'Orde de Sant Francesc al convent de Mèxic, on fou conegut com a frare de les carretes. Hi visqué 27 anys fent-hi vida humil i austera, fins que morí el 25 de febrer de 1600, als 98 anys.

## Veneració
Aviat va prendre fama de miracler. El seu cos, incorrupte, és al temple de San Francisco de Puebla. Fou beatificat el 17 de maig de 1789 per Pius VI. A A Gudiña i Puebla, és el patró dels transportistes i automobilistes, i el dia de la seva festivitat es beneeixen els cotxes.